# Comandament d'Operacions Especials dels Marines
El Comandament d'Operacions Especials de les Forces del Cos de Marines dels Estats Units (En anglès: United States Marine Corps Forces Special Operations Command) o MARSOC és un comandament que forma part del Comandament d'Operacions Especials dels Estats Units (USSOCOM o SOCOM) i representa la contribució del Cos de Marines al SOCOM. Les seves principals capacitats són l'acció directa, el reconeixement militar i la seguretat ciutadana. El MARSOC també està orientat a realitzar lluita antiterrorista i operacions d'informació.